# Klooster Anjum
Klooster Anjum of kortweg Anjum (Fries: Kleaster Anjum of Kleaster Eanjum) is een buurtschap in de gemeente Waadhoeke, in de Nederlandse provincie Friesland. De plaats ligt tussen Ried en Berlikum, verspreid aan de weg Kleaster Anjum in de Kloosterpolder binnen het dorpsgebied van Berlikum. De buurtschap is voornamelijk bekend vanwege het klooster Mariënberg. 

## Geschiedenis

### Terpen
Rond de plaats lagen een aantal terpen, opgeworpen heuvels in het landschap. Deze dateren vermoedelijk uit de Romeinse periode, voor of rond het begin van de christelijke jaartelling. Twee terpen werden in 1976 aangewezen als een rijksmonument. Een van deze terpen, aan de kant van Ried, was ongeveer 5 tot 5,5 meter hoog. Nog voor de komst van het klooster zou er sprake zijn van een klein dorpje met een kerkje, maar mede dankzij het klooster ontwikkelde Anjum zich tot een zelfstandig dorp.

### Klooster van Anjum, Mariënberg
Op een van de terpen werd in 1256 een klooster gesticht, waarbij het kerkje omgebouwd werd tot klooster. Dit zou mogelijk gebeurd zijn door een familie die woonachtig was in het Epingahuys, op de Epingaterp, ten oosten van Menaldum. Ook wordt de pastoor van het dorp, Wibrandus van Aningum als mogelijke oprichter genoemd, waarbij ene Sybod van Epingahuys een van de geldschieters was.
In het latijn werd het klooster Mons Beatae Mariae Virginis genoemd, wat letterlijk vertaald Berg van de Zalige Maagd Maria is, ofwel de Mariënberg. Het klooster was een dubbelklooster en hoorde bij  het augustijner klooster Ludingakerke in Midlum. Later werd het klooster omgevormd tot een nonnenklooster onder leiding van een proost. Vanaf 1429 of 1439 maakte het klooster deel uit van de Congregatie van Windesheim, waarna Mariënberg een mannenklooster werd.
Klooster Anjum had geen grote invloed zoals diverse andere kloosters in de regio wel hadden. Het klooster had enkele boerderijen en uithoven onder zijn hoede. Het directe grondgebied rondom het klooster besloeg uiteindelijk 1000 pondemaat en daarbuiten nog eens ongeveer 1000 pondemaat aan grondgebied. Het kloosterterrein besloeg qua oppervlakte ruim 5 hectare en het was omgeven door een gracht.
Het klooster leverde een broeder met aanzien op. Van 1269 tot 1309 was Liudolf van Anjum prior van het klooster in Lidlum. Hij wordt gezien als de eerste geschiedschrijver van het Klooster Lidlum. De veel bekendere latere geschiedschrijver Sybrand Lieuwes, alias Sibrandus Leo putte voor de informatie uit de 12e en 13e eeuw uit diens werk voor zijn allesomvattend kloosterkroniek.

### Einde van het klooster
In 1500, na het neerslaan van het beleg van Franeker, werd het klooster geplunderd door de troepen van hertog Albrecht van Saksen.
In 1572, tijdens de tachtigjarige oorlog was het klooster enige tijd een legerplaats voor de huurlingen van Caspar di Robles. Het klooster werd in 1580 afgebroken. Er zou sprake zijn geweest dat het daarbij in brand is gestoken. In ieder geval werd het kloostercomplex afgebroken. Daarbij werden delen van bouwstenen en tegels hergebruikt door omwonenden, waardoor nog her en der delen van het klooster terug te vinden zijn.

### Afgraving van de terp
In 1868 werd begonnen met het afgraven en uiteindelijk zou er naar schatting zo'n 40.000 ton aan terpaarde zijn afgegraven. Daarbij kwamen de putten, kelders en funderingen die waren opgemetseld uit kloostermoppen tevoorschijn. Verder werden er talrijke menselijke skeletten gevonden en volgens de overlevering een onderaardse gang.
Toch werd niet alles afgegraven en vond er in 1995 een archeologische opgraving plaats, waarbij opnieuw een aantal menselijke skeletten werden opgegraven. De gracht werd in dezelfde periode gedicht voor het doortrekken van de weg tussen Berlikum en Ried.

### Plaatsnaam en bewoningsontwikkeling
In 1275 werd de plaats vermeld als Aninghum. In 1325 werd plaats of het klooster als Avinghnon geschreven, in 1338 als Gaemmynghum, in 1423 als Aninghen en in 1478 als Aneynum. Tot in het begin van de twintigste eeuw werd de plaats ook wel gespeld als Klooster Aanjum. De plaatsnaam zou verwijzen naar de woonplaats (heem/um) van de familie Aninga. Deze familienaam is afgeleid van de persoonsnaam Ane of Anne met de betekenis van 'adelaar'.
In de 19e eeuw verschijnt de toevoeging 'Klooster', ter onderscheiding van het dorp Anjum. Er is dan al geen sprake meer van een echt dorp. De plaats was langzaam uitgedund. In 1840 is er zelfs nog maar sprake van een zevental huizen en een zestigtal inwoners bij de volkstelling. Desondanks was Klooster Anjum tot 1920 een zelfstandig dorp, tot de plaats aan het dorpsgebied van Berlikum werd toegevoegd. Tot 1963 had de plaats formeel een dorpsstatus.
Het aantal woningen groeide in de 20ste eeuw. In 2024 telde de buurtschap een achttiental adressen.
Steden, dorpen en gehuchten: Achlum · Baijum · Beetgum · Beetgumermolen · Berlikum · Blessum · Boer · Boksum · Deinum · Dongjum · Dronrijp · Engelum · Firdgum · Franeker · Herbaijum · Hitzum · Klooster-Lidlum · Marssum · Menaldum · Minnertsga · Nij Altoenae · Oosterbierum · Oudebildtzijl · Peins · Pietersbierum · Ried · Ritsumazijl · Schalsum · Schingen · Sexbierum · Sint Annaparochie · Sint Jacobiparochie · Slappeterp · Spannum · Tzum · Tzummarum · Vrouwenparochie · Welsrijp · Westhoek · Wier · Winsum · Zweins

Buurtschappen: Arkens · Bonkwerd · Dijkshoek · Doijum · Fatum · Hatsum · Hemmemabuurt · Het Hooghout · Kie · Kiesterzijl · Kingmatille · Klooster Anjum · Koehool · Laakwerd · Lutjelollum · Miedum · Nieuwebildtzijl · Oosterend · Oosthoek · Rewerd (deels) · Roptazijl (deels) · Salverd · Schildum · Sopsum · Stad Niks · Tolsum · Tritzum · Tjeppenboer · Vrouwbuurtstermolen (deels) ·  Weakens · Westerend · Zwarte Haan

Voormalige buurtschappen: Barrum · De Kampen · De Poelen · De Vlaren · Dijksterhuizen · Franjumerburen · Holprijp · Koum · Langwerd · Teetlum · Memerd · War 

Friesland: Steden en dorpen      Nederland: Provincies · Gemeenten